# Мамаев, Юрий Игоревич
Ю́рий И́горевич Мама́ев (род. 3 февраля 1984, Омск) — российский футболист, полузащитник клуба «Арсенал».

## Карьера
До переезда в Германию футболом занимался в своем родном Омске. В Германии играл в футбольной академии «Штутгарта», а также за «Штутгарт II» и «Зонненхоф Гроссашпах». В 2006 году вернулся в Россию. С «Шинником» и «Тереком» играл в премьер-лиге. В 2008 году подписал контракт с одесским «Черноморцем», но, проведя лишь одну игру на Кубок Украины 14 сентября против «Оболони» (0:1), покинул клуб. 2009 год провёл в «Луче-Энергии». С 2010 года выступал за «Балтику». В начале 2012 года пополнил ряды даугавпилсской «Даугавы», после чего в августе вернулся в «Луч-Энергию». Зимой 2013 года подписал контракт с «Петротрестом». Летом того же года уехал играть в Польшу, где защищал цвета клуба «Вигры». С 2014 года играл в литовском «Тракае».
В РФПЛ провёл 21 матч, забил 1 мяч.
В Лиге Европы провёл 8 матчей.

## Достижения
- Победитель второй лиги Белоруссии: 2019
- чемпион Латвии: 2012
- Бронзовый призёр чемпионата Литвы: 2017
- Серебряный призёр чемпионата Литвы (2): 2015, 2016
- Финалист Кубка Литвы: 2015/16
- Победитель зоны «Восток» Второго дивизиона: 2012/13
- Победитель первого дивизиона России: 2007
- Победитель чемпионата Германии U-19: 2003

## Личная жизнь
В мае 2012 года родился сын.